# Куций Максим Васильович
Максим Васильович Куций (нар. 21 грудня 1982, Київ) — український підприємець, голова Одеської обласної державної адміністрації з 11 жовтня 2019 року по 5 листопада 2020.

## Життєпис

### Освіта
Закінчив Ліцей міжнародних відносин № 51 (1990—2000), Національну академію внутрішніх справ (2000—2004).

### Трудова діяльність
Працював у банківському та інвестиційному секторах.
З 2004 по 2005 рік — в системі органів внутрішніх справ Голосіївського району міста Києва.
З 2006 по 2007 рік — в міжнародній аудиторській компанії «Baker TillyУкраїна».
З 2007 по 2008 рік — у міжнародній аудиторській компанії «Ernst & Young Global Limited».
З 2008 по 2014 рік він обіймав керівні посади в структурі інвестиційно-промислової групи «Євразія», «БТА Банк».
З 2015 року Куций був директором ТОВ «Сервіс та менеджмент».

### Особисте життя
Одружений, має сина.